# زیبا همانند مواد مخدر
«زیبا همانند مواد مخدر» (به انگلیسی: Pretty Like Drugs) ترانه‌ای از گروهٔ موسیقی آلترناتیو راک کوئینادرینا می‌باشد که در سال ۲۰۰۲ منتشر شد و در دومین آلبوم استودیویی آنها تحت عنوان مرا بنوش قرار دارد.